# Вулиця Андрія Меленського
Ву́лиця Андрія Меленського — вулиця в Голосіївському районі міста Києва, місцевість Віта-Литовська. Пролягає від Бродівської вулиці до вулиці Академіка Заболотного (за рішенням про найменування - до вулиці Проектної 12998).

## Історія
Вулиця виникла у 2010-х роках під проектною назвою Проектна 12999. Частина вулиці існувала раніше під назвою Лазурний провулок. Сучасна назва на честь київського архітектора Андрія Меленського — з 2017 року.